# Hirschsprung (Gedenkstein)
Koordinaten: 51° 51′ 34,3″ N, 9° 54′ 24,8″ O
Der Hirschsprung ist eine Gedenkstelle in Südniedersachsen zwischen den Orten Holtershausen und Greene im Greener Wald gelegen, die durch zwei Gedenksteine auf ein besonderes Ereignis aus dem Jahr 1606 hinweist.
Am 26. August 1606 fand bei Holtershausen eine große Jagd statt. Einem dort erlegten Hirsch wurde von Herzog Heinrich Julius ein Gedenkstein gesetzt, der unter dem Namen „Hirschsprung“ bekannt ist.
Die Inschrift befindet sich im unteren Teil des Steins in einem rechteckigen Feld mit erhabenen Versalien aus römischer Antiqua. Über einer seitlich eingekehlten Hohlkehle erhebt sich ein gestufter Rundgiebel mit zwei großen seitlichen Voluten.
Der flache Stein ist 170 cm hoch, 89 cm breit 23 cm tief. Im Giebelfeld befinden sich neben dem Flachrelief eines Zwölfenderhirschs die Gewichtsangabe des Tiers von 5,5 Zentner.
Die Inschrift lautet:

„DEN 26 AUGUSTI ANNO 1606

HAT DER HOCHWIRDIGER

DURCHLEUCHTIGER HOCHGEBORNER

FURST UN HERR HERR HENRICUS

JULIUS POSTULIRTER BISCHOFF

DES STIFFTES HALBERSTADT

UND HERZOG ZU BRAUNSCHWEIG

UND LUNEBURG AN DIESEM ORTH

EINEN HIRSCH AUFF BOXSTAL GESCHOS-

SEN WELCHER NACH EMPFANGENEN

SCHOSS VON DIESER STEDT UBER

DEN HAGEN BIS ZU DEN ANDEREN

ZEIHEN MIT GELICHEN FUSSEN

GESPRUNGEN“

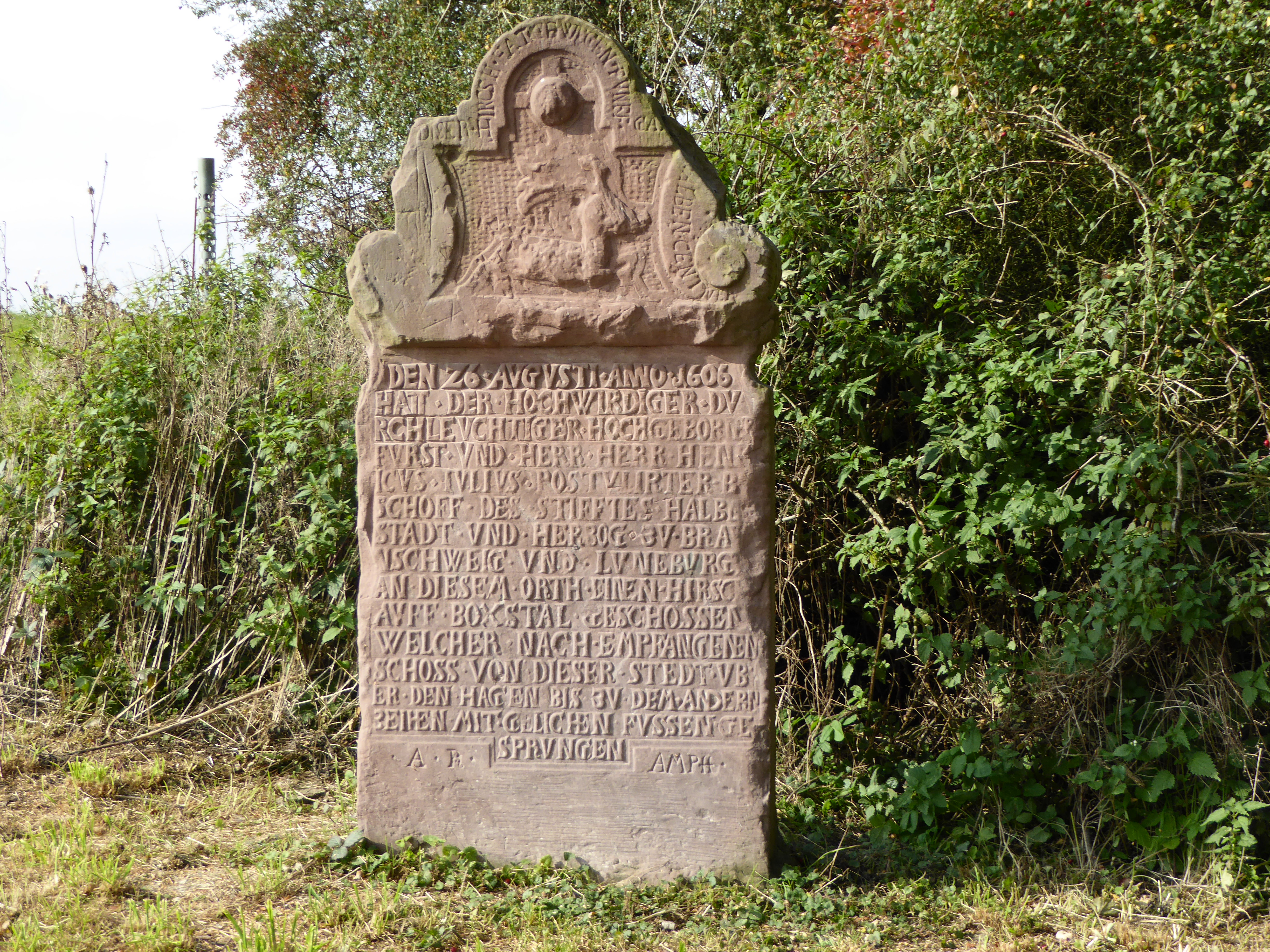
Der Hirschsprung-Gedenkstein

Infotafel am Gedenkstein

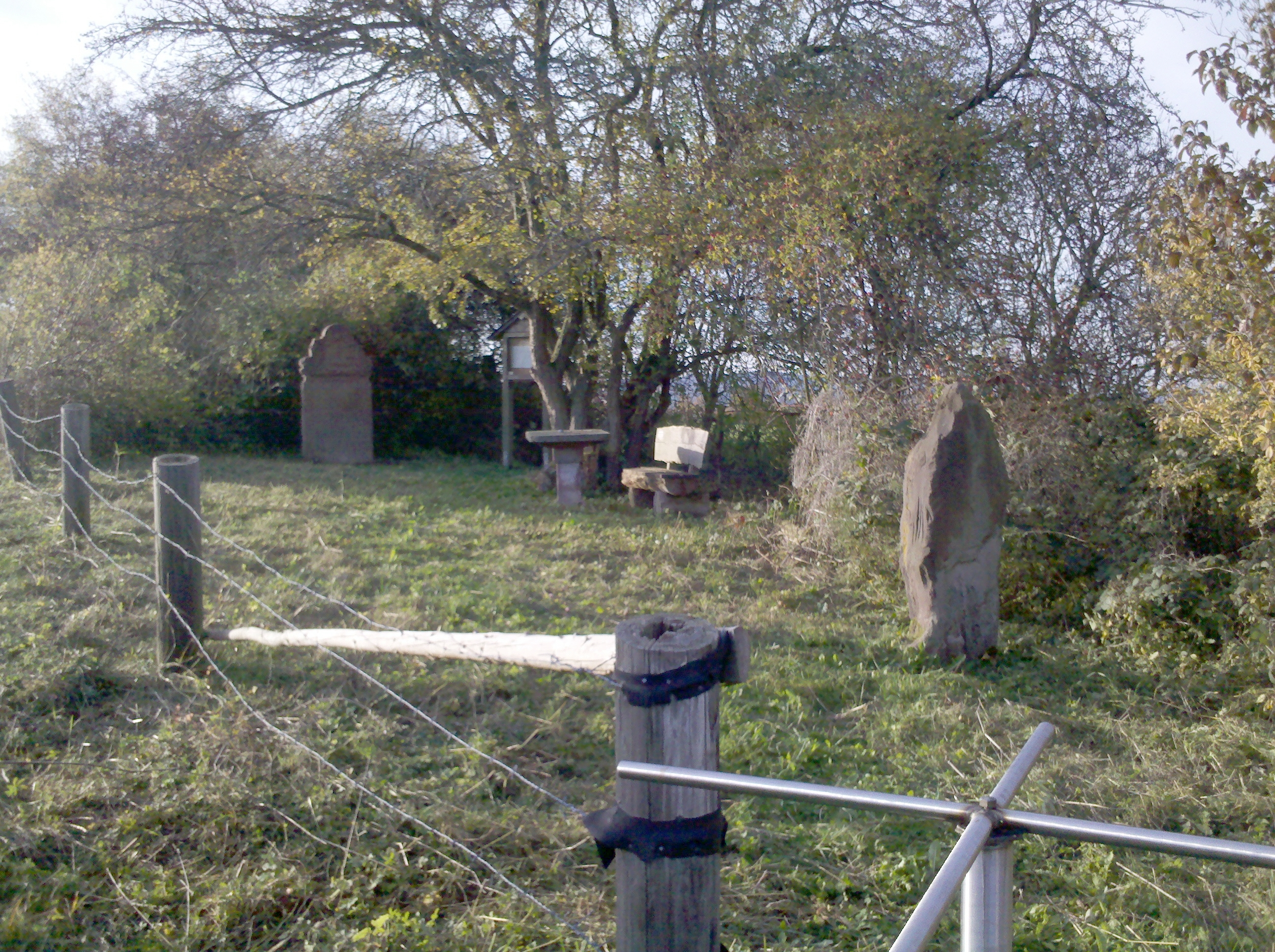
Gedenkstelle „Der Hirschsprung“ 2013

Ein in 11 Metern Entfernung stehender unbeschrifteter Stein zeigt die gewaltige Weite des Hirschsprungs an. Er ist roh behauen, läuft in eine ebenfalls nur roh behauene Spitze aus und ist 154 cm hoch, 47 cm breit und 25 cm tief.
Der Platz um die Gedenksteine ist mit einer Sitzmöglichkeit und Infotafel versehen und wird von den Heimatvereinen aus Greene und Holtershausen gepflegt.